# Casa Garriga Nogués
La Casa Garriga Nogués es un edificio de estilo ecléctico, con elementos de inspiración modernista, catalogado como Bien de Interés Cultural desde 1980. Obra de Enric Sagnier, ubicado en la calle Diputación n.º 250, de la ciudad Barcelona (España), en el Distrito del Ensanche. Fue construido entre 1902 y 1904 para la familia de banqueros barceloneses Garriga Nogués, de la que tomó su nombre. A partir del año 2022 albergará la Colección de Arte Censored de Tatxo Benet bajo el nombre de Museo del Arte Prohibido con obra de Andrés Serrano, Abel Azcona, Tania Bruguera, Ai Weiwei, Francisco de Goya, Pablo Picasso, Santiago Sierra,Daniel García Andújar, Robert Mapplethorpe o León Ferrari.

## Historia
El edificio fue construido por Enric Sagnier entre 1902 y 1904, por encargo del banquero Ruperto Garriga-Nogués. La familia Garriga Nogués residió en el piso principal hasta 1936. Tras la Guerra Civil el edificio fue ocupado por el colegio religioso Sagrados Corazones de Jesús y de María, y entre 1983 y 2004 fue la sede de la editorial Enciclopèdia Catalana. Durante ese período, concretamente en 1987, fue objeto de una reforma por la que el arquitecto Jordi Bonet Armengol obtuvo el Premio Ciudad de Barcelona.
En 2004 el immueble fue adquirido por Liliana Godia, hija del empresario y coleccionista de arte Francisco Godia, para instalar la sede del Museo Fundación Francisco Godia, para lo cual se llevó a cabo una nueva reforma, en 2007, a cargo de Jordi Garcés. Desde 2015, tras el cese de actividades de la Fundación Godia, el inmueble pasa a estar ocupado por la Fundación Mapfre hasta el año 2020. Desde 2023 se abren las puertas del Museu de l'Art Prohibit bajo el mecenazgo de Tatxo Benet en la Casa Garriga Nogués. Las plantas superiores están ocupadas por el hotel Petit Palace Museum.

## Arquitectura
La Casa Garriga Nogués es un edificio de planta baja y cuatro plantas piso, si bien en una de sus esquinas se levanta una torre con una quinta planta, cubierta por una vuelta esquifada. Esa misma fachada lateral queda a la vista, debido a la existencia de un anexo, de planta baja y piso, que separa el edificio de la finca contigua. 
El edificio tiene la distribución clásica de las construcciones del Ensanche de principios del siglo XX, con bajos destinados a locales comerciales; el piso principal o planta noble, residencia de la familia propietaria, con acceso por una escalera privada y señorial; y otra escalera independiente para acceder a las plantas superiores, con los pisos de alquiler.
Destaca especialmente el vestíbulo, formado por un patio de columnas clásicas, iluminado zenitalmente por una claraboya de vidrios policromados obra del taller de Antoni Rigalt i Blanch, en cuyo centro se ubica la escalinata señorial, de mármol, que sube a la planta noble. Rodeando este patio central se distribuyen varias estancias, entre las que destacan la sala de billar, con un vitral de estilo modernista y motivos pasajísticos, obra de los mismos talleres Rigalt; el salón principal, de decoración rococó, con pinturas de temas bucólicos, prácticamente desaparecidas; y el gran salón-comedor, de estilo neoclásico, con columnas de mármol verde y capiteles de bronce dorado con decoración floral.
En la fachada, Sagnier mezcló elementos clásicos y rococó —como la baranda de la azotea o las cornisas— junto con otros de inspiración modernista. El piso principal cuenta con un balcón, sobre la puerta de acceso a la finca, sostenido por cuatro grandes ménsulas, esculpidas por Eusebio Arnau, que representan las cuatro edades de la vida.

## Estatuas

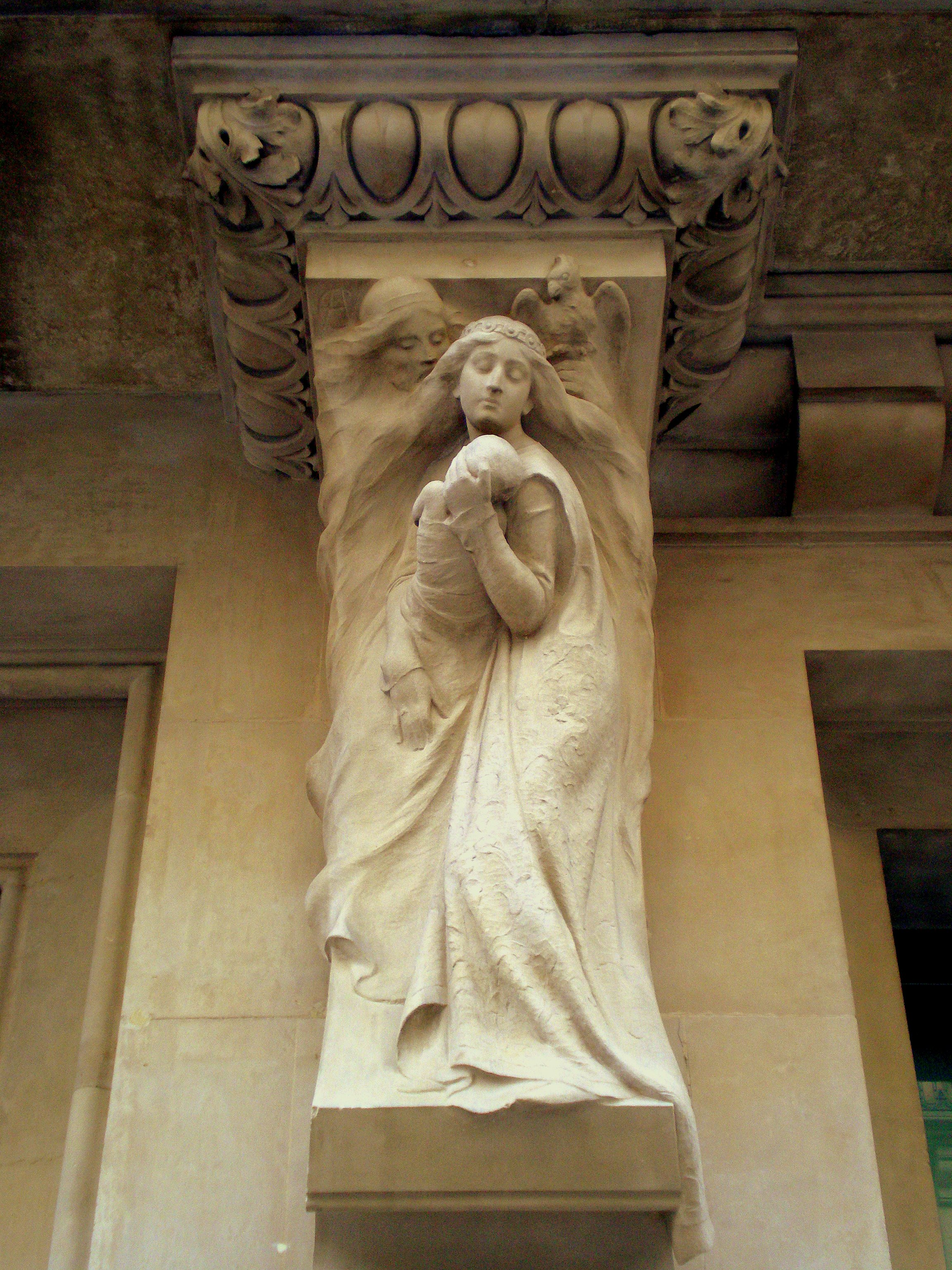
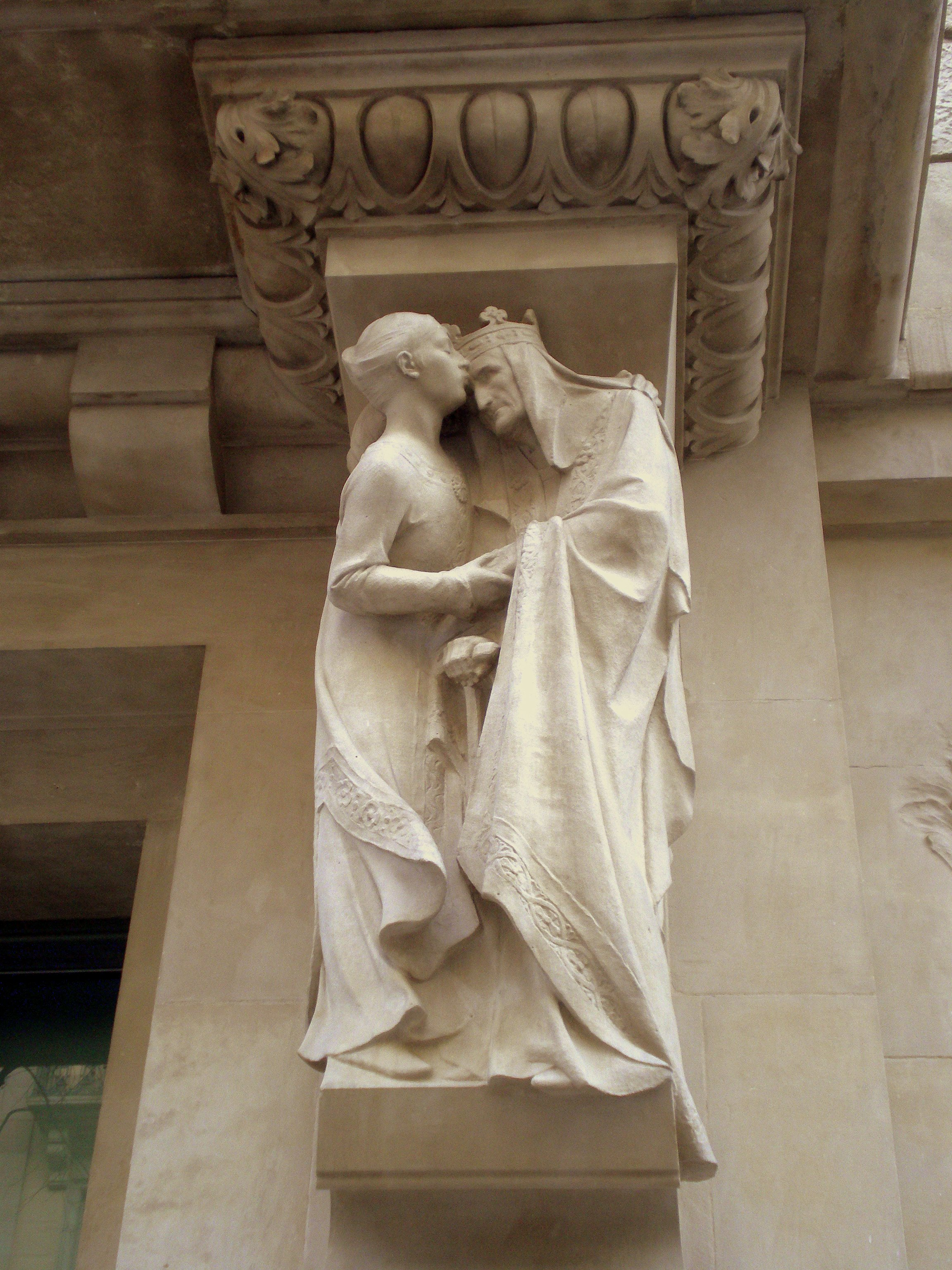
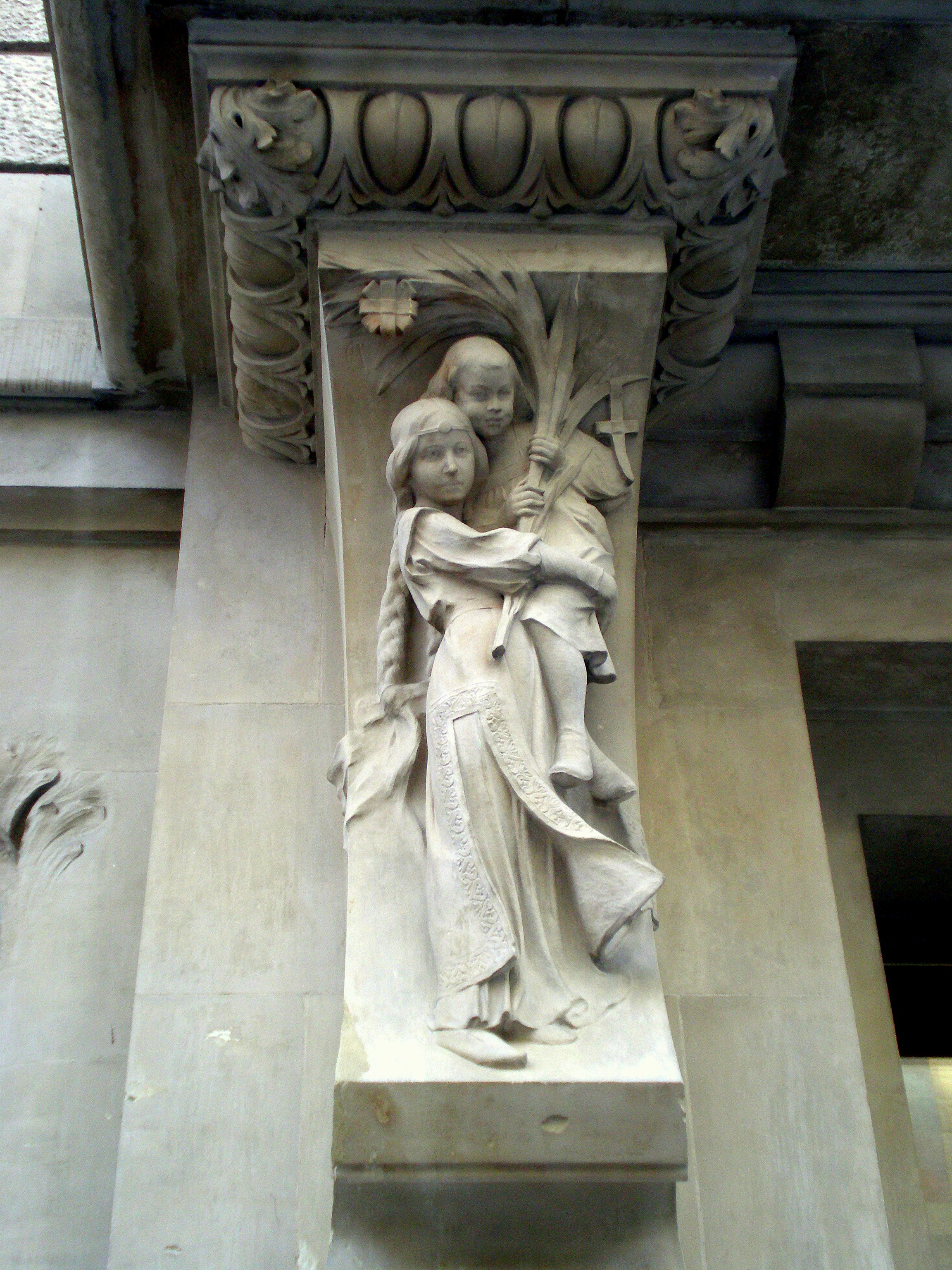
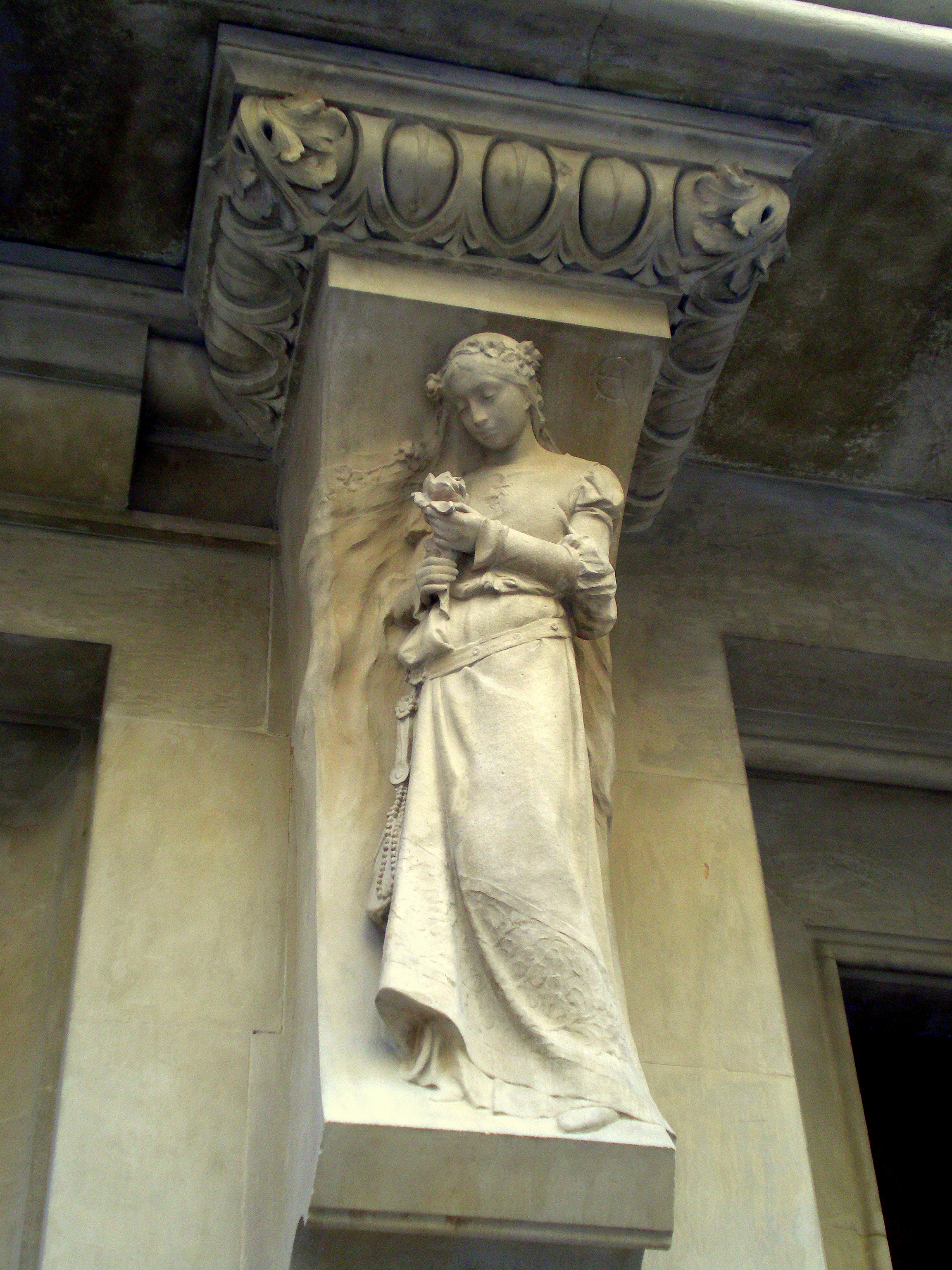